# Сельское поселение «Нарын-Талачинское»
Се́льское поселе́ние «Нарын-Талачинское» — муниципальное образование в Карымском районе Забайкальского края Российской Федерации.
Административный центр — село Нарын-Талача.

## История
Статус и границы сельского поселения установлены Законом Читинской области от 19 мая 2004 года «Об установлении границ, наименований вновь образованных муниципальных образований и наделении их статусом сельского, городского поселения в Читинской области».

## Население
| 2010  | 2011  | 2012  | 2013  | 2014  | 2015  | 2016  |
| ----- | ----- | ----- | ----- | ----- | ----- | ----- |
| 1131  | ↘1127 | ↘1109 | ↘1099 | ↘1087 | ↘1080 | ↘1071 |
| 2017  | 2018  | 2019  | 2020  | 2021  |       |       |
| ↘1056 | ↗1062 | ↘1046 | ↘1034 | ↘724  |       |       |

## Состав сельского поселения
| № | Населённый пункт | Тип населённого пункта       | Население |
| - | ---------------- | ---------------------------- | --------- |
| 1 | Верхняя Талача   | село                         | ↘237      |
| 2 | Нарын-Талача     | село, административный центр | ↘617      |
| 3 | Средняя Талача   | село                         | ↘156      |